# Inundaciones y deslizamientos de tierra en Río de Janeiro en enero de 2010
Las inundaciones y deslizamientos de tierra en Río de Janeiro en enero de 2010 fueron un fenómeno meteorológico extremo que afectó al estado de Río de Janeiro en Brasil en los primeros días de enero de 2010. Al menos 85 personas murieron, con al menos 29 personas en el Hotel Sankey después de que fuera destruido por corrimientos de tierra, y muchos más han resultado heridos. Más de 4.000 personas se vieron obligadas a evacuar sus hogares.
El municipio más afectado fue Angra dos Reis, a unos 150 kilómetros (93,2 millas) al suroeste de Río de Janeiro. Al menos 35 personas murieron en un centro turístico de Isla Grande: unas cuarenta personas se alojaban en el hotel que quedó sepultado bajo un deslave, y se espera que el número de muertos aumente aún más. La única planta nuclear en funcionamiento de Brasil, la Central Nuclear Almirante Álvaro Alberto, también se encuentra dentro del municipio: se hicieron planes para un cierre temporal, ya que las carreteras bloqueadas harían difícil o imposible cualquier evacuación en caso de un incidente en la planta.
En Río Grande del Sur, al menos siete personas murieron y 20 desaparecieron tras el derrumbe de un puente debido a las fuertes lluvias.
Alrededor de 60 toneladas de peces muertos fueron arrastrados a una laguna costera ubicada en la ciudad de Río de Janeiro a partir de enero, posiblemente como resultado de la anoxia oceánica local causada por la proliferación de algas provocada por una mayor eutrofización debido al exceso de escorrentía producida por las inundaciones.